# Карев, Леонид Иванович
Карев Леонид Иванович (19 августа 1937 года, Копейск, Челябинская область) — дирижёр, композитор и аранжировщик.

## Биография
Карев Леонид Иванович родился 19 августа 1937 года в городе Копейске Челябинской области в шахтёрской семье . В 1956 году с отличием закончил Челябинское музыкальное училище. Выпускник Уральской Государственной консерватории (1956—1961). После учёбы в консерватории Леонид был направлен в музыкальное училище г. Абакана, проработал с 1961 по 1965 годы. Был художественным руководителем, хормейстером, дирижёром ансамбля Хакасского ансамбля песни и танца «Жарки», ставшего дипломантом 1-го Всероссийского конкурса артистов эстрады и самодеятельности (1963).В 1965 г. был приглашён в Кызыл для работы с городским ансамблем песни и танца и в музыкальном училище. В 1966—1968 гг.- первый дирижёр симфонического оркестра Комитета по радио и телевидению при Совете Министров Тувинской АССР.
С 1968 по 1976 гг. Леонид Иванович работал в Иркутске: 1968—1972 — преподаватель Иркутского училища искусств, художественный руководитель ансамбля «Весна»(мюзикхолловского направления) — победитель конкурса для поездки в ГДР (1969);1972-1976 — директор Иркутской Государственной филармонии.1976-1980 гг. — старший преподаватель Челябинского Государственного института культуры, заведующий кафедрой «Духовые инструменты», 1980 −1987 годы — руководитель детской духовой студии Челябинского электровозоремонтного завода.
В 1998 году Леонид Иванович вернулся в Туву, где до 2002 года являлся главным дирижёром симфонического оркестра Тувинской государственной филармонии. Был членом коллегии Министерства культуры РТ, членом Тувинского регионального отделения Союза композиторов России, членом Союза композиторов России(2000). Несчастный случай в 2001 г. привёл к инвалидности, пришлось оставить работу в оркестре. В 2007 г. Леонид Иванович переехал в г. Абакан, находится на пенсии.

## Награды и звания
- Почётная грамота Верховного Совета Тувинской АССР (1967)
- диплом лауреата международного джазового конкурса в городе Кануасе (1975)

## Сочинения
- песня «Хорошо» — первая песня
- «Импровизация на тувинский мотив»
- «Праздничная сюита» для ансамбля «Саяны»
- фантазия-картина «Тувинские шутники» на тувинские темы
- для духового оркестра «Тувинский юбилейный марш»
- «Экспромт на две тувинские темы»
- эстрадная «Увертюра к Новому году»
- музыка к пьесе С. Пюрбю «Красный поток» и др.